# Braas Monier
Pour les articles homonymes, voir Monier.
 (novembre 2016).
BMI Group, (Braas Monier Icopal, avant 2017: Braas Monier Building Group) est une entreprise qui produit des matériaux de construction pour les toitures en pente et des accessoires pour toiture et qui les distribue en Europe, sur certains marchés asiatiques et en Afrique du Sud. Le siège de Braas Monier est situé dans la ville de Luxembourg.

## Historique
L’histoire de la société démarre en 1919 lorsque la société britannique Redland est créée. En 1954, Redland devient actionnaire majoritaire de la société allemande Braas, implantée sur le site de Heusenstamm, près de Francfort-sur-le-Main. En 1997, le groupe français Lafarge rachète Redland pour en faire sa division toitures. En 2007, le groupe Lafarge cède 65 % du capital de Lafarge Couverture au fonds de capital-investissement PAI partners. À partir de 2008, la société commercialise et communique sous le nom de Monier. En 2013, le groupe change son nom en Braas Monier Building Group. À la suite de son offre publique d'achat réussie en 2016, Standard Industries obtient 94,5% du total des actions de Braas Monier en circulation. L'acquisition est conclue avec effet au 3 avril 2017.

## Activité
La gamme des produits proposés par l’entreprise comprend des tuiles en céramique et en béton pour toitures en pente, des accessoires fonctionnels pour toits inclinés, des cheminées en céramique et en acier, et des systèmes d’énergie.
D’après les données propres de l’entreprise, Braas Monier bénéficie d’une présence dans 36 pays et dispose de 121 sites de production (au 31 décembre 2016). En 2016, elle a réalisé un chiffre d’affaires de 1.235,8 millions d‘euros. Au 31 décembre 2016 la société employait 7.922 personnes. Braas Monier est cotée depuis le 25 juin 2014, initialement dans le segment Prime Standard de la Bourse de Francfort, puis au SDAX jusqu'au 2 février 2017.

### Produits
L'entreprise produit, : 
- Des tuiles [8]
- Accessoires et composants pour solutions intégrées de toitures[9]
- Isolation pour systèmes HVAC[10]
- Systèmes de cheminées, de fours et de ventilation

### Marques
Braas Monier Building Group possède les marques suivantes :
- Braas (Allemagne, Pologne, Russie, Suisse, Turquie)
- Bramac (Autriche, République Tchèque, Hongrie, Slovaquie, Roumanie, Bulgarie, Slovénie, Serbie, Bosnie-Herzégovine, Croatie)
- Cobert (Espagne, Portugal)[11]
- Coverland (Afrique du Sud)
- Monier (Belgique, Danemark, Estonie, Finlande, France, Italie, Lettonie, Lituanie, Pays-Bas, Norvège, Suède, Chine, Malaisie, Inde, Indonésie)
- Redland (Grande-Bretagne, Irlande)
- Schiedel (cheminées et systèmes d’énergie; marque présente dans 19 pays européens)
- Wierer (Italie)

### Chiffre d’affaires par région
En 2016, Braas Monier a réalisé un chiffre d’affaires de 1 235,8 millions d’euros, réparti ainsi selon les régions :
| Région                   | Proportion du chiffre d‘affaires (en %) |
| Allemagne                | 27                                      |
| Grande-Bretagne          | 12                                      |
| France                   | 10                                      |
| Asie & Afrique           | 9                                       |
| Pays nordiques et baltes | 10                                      |
| Italie                   | 6                                       |
| Autres pays européens    | 26                                      |